# Acentra vestalis
Acentra vestalis är en fjärilsart som beskrevs av Otto Staudinger och Maximilian Ferdinand Wocke 1871. Acentra vestalis ingår i släktet Acentra och familjen säckspinnare. Inga underarter finns listade i Catalogue of Life.